# رونالد بارنز (تنیس‌باز)
 رونالد بارنز (انگلیسی: Ronald Barnes؛ زاده ۱ ژانویهٔ ۱۹۴۱ درگذشته ۱۳ دسامبر ۲۰۰۲) یک تنیس‌باز اهل برزیل بود.